# Peperomia tenuimucronata
Peperomia tenuimucronata är en pepparväxtart som beskrevs av William Trelease. Peperomia tenuimucronata ingår i släktet peperomior, och familjen pepparväxter. Inga underarter finns listade i Catalogue of Life.